# A191 (Russland)
Die A 191 ist eine russische Fernstraße in der Oblast Kaliningrad. Sie verbindet die Stadt Kaliningrad (Königsberg (Preußen)) mit dem Seebad Selenogradsk (Cranz) und der Kurischen Nehrung (Kurski zaliv). Die Gesamtlänge der Straße beträgt 31 Kilometer.
Die Gesamtstrecke der A 191 ist ein Teilstück der ehemaligen deutschen Reichsstraße R 128, die von Cranz über Königsberg (Preußen), Bartenstein (heute polnisch Bartoszyce) und Ortelsburg (Szczytno) weiter in Richtung Warschau führte.

## Verlauf der A 191
Oblast Kaliningrad:
Stadt Kaliningrad:
- 00 km – Kaliningrad (Königsberg (Preußen)) (→ A 190, A 193, A 194 (= Europastraße 28), A 195, A 196 und A 229 (= Europastraße 28 und Europastraße 77))

Rajon Gurjewsk (Kreis Neuhausen):
- 10 km – Orlowka (Nesselbeck)
- 11 km – Medwedewka (Trutenau)
- 19 km – Morschanskoje (Schreitlacken)

Rajon Selenogradsk (Kreis Cranz):
- 21 km – Kaschtanowka (Mollehnen)
- 23 km – Muromskoje (Laptau)

- 27 km – Sosnowka (Bledau)

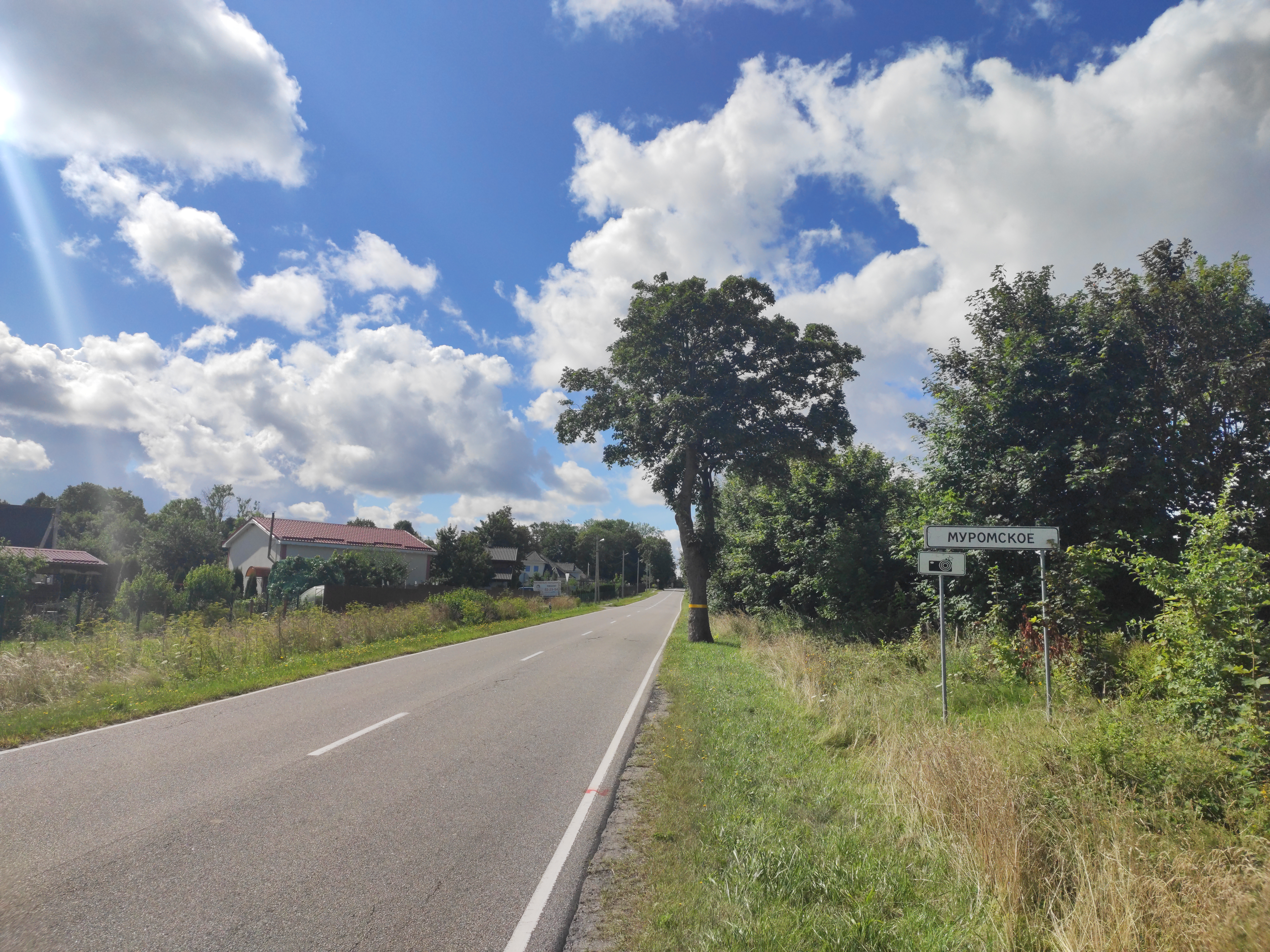
Straße nach Muromskoje

- 31 km – Selenogradsk (Cranz) (→ A 192 und P 515)